# 바네사 지마
바네사 지마(Vanessa Zima, 1986년 12월 17일 ~ )는 미국의 배우, 텔레비전 배우, 영화배우이다.

## 영화
- 피보다 가까운 (2015년) - 아만다 그린 역
- 맨슨 걸스 (2015년)
- 앱센트 (2011년)
- 더 파 사이드 오브 제리초 (2006년)
- 케이브드웰러 (2004년)
- 조 (2001년)
- 브레이니액컴 (2000년) - 켈리 테일러 역
- 위키드 (1998년)
- 율리스 골드 (1997년)